# Parma Ladies Open 2025
Il Parma Ladies Open 2025 è un torneo di tennis giocato su campi in terra rossa. È la 5ª edizione dell'evento, facente parte della categoria WTA 125 nell'ambito del WTA Challenge Tour 2025. Il torneo si gioca dal 12 al 18 maggio 2025 al Tennis Club Parma di Parma, in Italia.

## Partecipanti al singolare

### Teste di serie
| Nazione     | Giocatore          | Ranking* | Testa di serie |
| ----------- | ------------------ | -------- | -------------- |
| Kazakistan  | Julija Putinceva   | 29       | 1              |
| Cina        | Wang Xinyu         | 43       | 2              |
| Stati Uniti | Alycia Parks       | 51       | 3              |
| Colombia    | Camila Osorio      | 55       | 4              |
| Egitto      | Mayar Sherif       | 64       | 5              |
| Messico     | Renata Zarazúa     | 69       | 6              |
| Turchia     | Zeynep Sönmez      | 76       | 7              |
| Romania     | Irina-Camelia Begu | 83       | 8              |

* Ranking al 5 maggio 2025.

### Altre partecipanti
Le seguenti giocatrici hanno ottenuto una wild card per il tabellone principale:
- Camila Osorio
- Camilla Rosatello
- Wang Xinyu
- Aurora Zantedeschi

Le seguenti giocatrici sono passati dalle qualificazioni:
- Nicole Fossa Huergo
- Anna-Lena Friedsam
- Julia Grabher
- Patricia Maria Țig

### Ritiri
Prima del torneo
- Jéssica Bouzas Maneiro → sostituita da  Ella Seidel
- Marie Bouzková → sostituita da  Zhang Shuai
- Lucia Bronzetti → sostituita da  Simona Waltert
- Alexandra Eala → sostituita da  Kathinka von Deichmann
- Harriet Dart → sostituita da  Wang Xiyu
- Polina Kudermetova → sostituita da  Victoria Mboko
- Rebecca Marino → sostituita da  Marina Stakusic
- Greet Minnen → sostituita da  Victoria Jiménez Kasintseva
- Sara Sorribes Tormo → sostituita da  Darja Semeņistaja
- Ajla Tomljanovic → sostituita da  Ena Shibahara
- Taylor Townsend → sostituita da  Panna Udvardy

## Partecipanti al doppio

### Teste di serie
| Nazione     | Giocatore          | Nazione | Giocatore          | Ranking* | Testa di serie |
| ----------- | ------------------ | ------- | ------------------ | -------- | -------------- |
| Kazakistan  | Anna Danilina      | Italia  | Angelica Moratelli | 85       | 1              |
| Cina        | Xu Yifan           | Cina    | Zheng Saisai       | 100      | 2              |
| Polonia     | Katarzyna Piter    | Egitto  | Mayar Sherif       | 123      | 3              |
| Stati Uniti | Sabrina Santamaria | Cina    | Tang Qianhui       | 144      | 4              |

* Ranking al 5 maggio 2025.

### Altre partecipanti
La seguente coppia di giocatrici ha ottenuto una wild card per il tabellone principale:
- Anastasia Abbagnato /  Arianna Zucchini

## Campioni

### Singolare
Mayar Sherif ha sconfitto in finale  Victoria Mboko con il punteggio di 6-4, 6-4.

### Doppio
Jesika Malečková /  Miriam Škoch hanno sconfitto in finale  Sabrina Santamaria /  Tang Qianhui con il punteggio di 6-2, 6-0.